# Crevette charnue
Penaeus chinensis
Espèce
La crevette charnue est une espèce de crevette marine de la famille des Penaeidae originaire de l'est de l'océan Pacifique, notamment au large de la Chine.
Cette espèce fait l'objet d'une pêche importante en mer de Chine. On l'élève également en Chine, au Japon et en Corée.
Synonymes :
- Cancer chinensis Osbeck, 1765.
- Penaeus orientalis Rishinouye, 1918

C'est une crevette de taille relativement moyenne, jusqu'à 15 cm pour un mâle adulte et 18 cm pour une femelle.
Elle vit en mer à des profondeurs comprises entre 100 et 200 mètres.